# Ali-paša Varvar
Ali-paša Varvar (? – 1648.) bio je osmanski državnik rođen u Varvari u Bosni. Školovan je na sultanovom dvoru nakon čega se istaknuo u ratovima protiv Hrvatske i Ugarske.
Bio je beglerbeg u Anatoliji i Rumeliji 1643. godine, pa u Bosni 1644. – 1646., a 1648. na Cipru i u Sivasu.
Ali-paša Varvar je 1648. godine ubijen u Sivasu kao žrtva dvorskih spletki.